# MTV Video Music Awards
MTV Video Music Awards är en årligen återkommande prisutdelning relaterad till musikvideos. Den hålls i slutet av augusti eller början av september. Varje vinnare mottar en statyett i form av en man på månen, vilket var en av MTV:s första logotyper. Den första prisutdelningen hölls den 4 september 1984 i Radio City Music Hall, New York. Bland vinnare återfanns bland annat Michael Jackson och Cyndi Lauper.
2007 års MTV Video Music Awards hölls i Las Vegas, Nevada den 9 september 2007.

## Priskategorier
- Video of the Year
- Best Male Video
- Best Female Video
- Best Group Video
- Best Rap Video
- Best R&B Video
- Best Hip‐Hop Video
- Best Dance Video
- Best Rock Video
- Best Pop Video
- Best New Artist
- Viewer’s Choice
- Ringtone of the Year
- Best Video Game Soundtrack
- Best Video Game Score
- Best Direction
- Best Choreography
- Best Special Effects
- Best Art Direction
- Best Editing
- Best Cinematography
- MTV2 Award
- MTV Video Vanguard Award